# Respigar

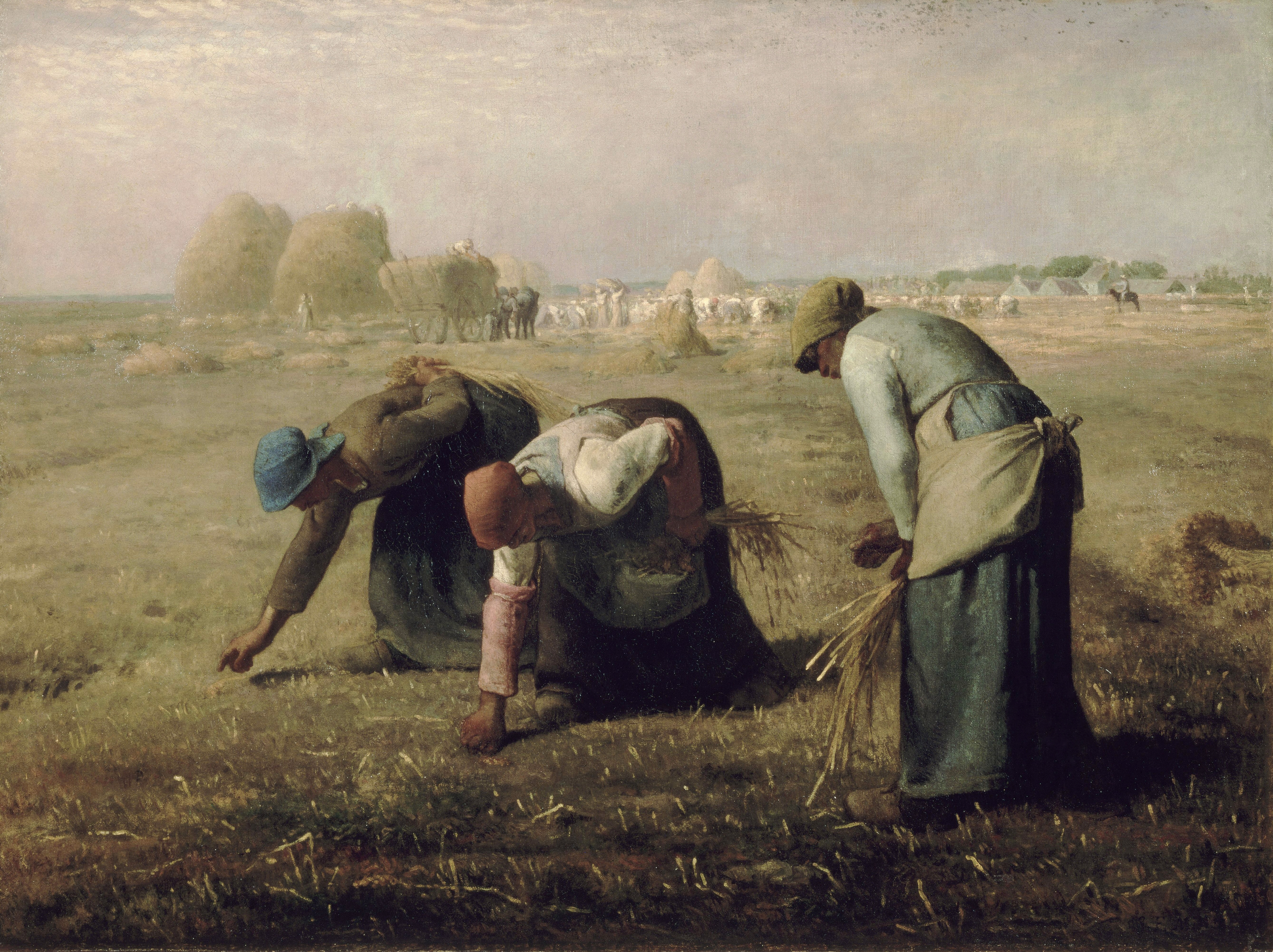
As Respigadoras de Jean-François Millet, 1857.

Respigar é o ato de recolher sobras de colheitas dos campos dos agricultores depois de terem sido colhidas comercialmente ou em campos onde a colheita não é economicamente rentável. É uma prática descrita na Bíblia Hebraica que se tornou um direito legalmente imposto aos pobres em vários reinos cristãos. O "dumpster diving" moderno, quando feito em busca de alimentos ou ingredientes culinários, é visto como uma forma semelhante de recuperação de alimentos. A respiga também ainda é usada para fornecer alimentos nutritivos colhidos para os necessitados. Nos Estados Unidos, é utilizada devido à necessidade de uma rede nacional para auxiliar organizações de recuperação de alimentos. Isto é chamado de Projeto Nacional de Gleaning,  que foi iniciado pelo Centro de Agricultura e Sistemas Alimentares da Vermont Law and Graduate School para ajudar os menos afortunados, como nos antigos reinos cristãos.

## Bíblia
De acordo com o Livro de Deuteronómio e Levítico, os agricultores deveriam deixar as bordas dos seus campos sem colheita (pe'ah), não deveriam recolher o que foi deixado cair (respigas) e não deveriam colher nenhum produto esquecido que tivesse sido esquecido quando colheram a maior parte de um campo. Numa das duas ocasiões em que isto é afirmado em Levítico, acrescenta que nas vinhas, algumas uvas devem ser deixadas sem colheita, uma afirmação também encontrada em Deuteronómio.
Além disso, estes versículos ordenam que as oliveiras não sejam batidas em múltiplas ocasiões, e o que sobrar da primeira série de batidas deve ser deixado. De acordo com Levítico, estas coisas deveriam ser deixadas para os pobres e para os estrangeiros, e Deuteronómio ordena que deveriam ser deixadas para as viúvas, estrangeiros e órfãos paternos. O Livro de Rute fala da colheita feita pela viúva Rute para sustentar a si mesma e à sua sogra, Noemi, que também era viúva.

## Visões rabínicas
Na literatura rabínica clássica, argumentava-se que os regulamentos bíblicos relativos às sobras só se aplicavam a campos de grãos, pomares e vinhedos. O agricultor não tinha permissão para se beneficiar das coletas e não tinha permissão para discriminar os pobres, nem tentar afugentá-los com cães ou leões; o agricultor nem sequer era autorizado a ajudar um dos pobres a recolher as sobras. No entanto, também foi argumentado que a lei só era aplicável em Canaã, embora muitos escritores rabínicos clássicos, que estavam baseados na Babilónia, aplicassem as leis lá também; também foi visto como aplicável apenas aos indigentes judeus, mas os gentios pobres foram autorizados a beneficiarem-se em prol da paz civil.

## Prática histórica europeia

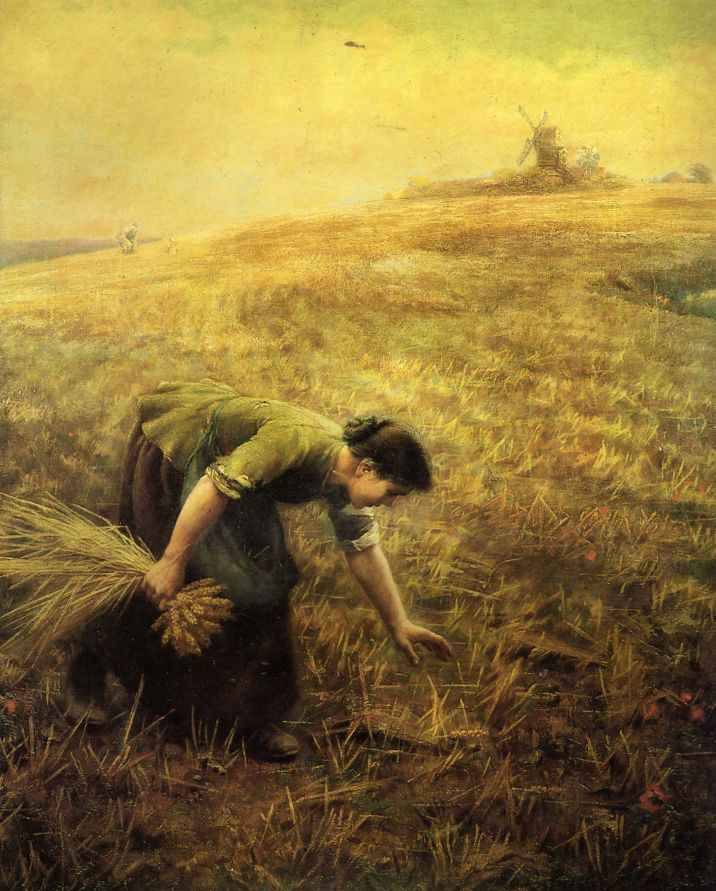
Respiga por Arthur Hughes.

Em muitas partes da Europa, incluindo Inglaterra e França, o direito biblicamente derivado de respigar os campos estava reservado aos pobres; um direito, aplicável por lei, que continuou em partes da Europa até aos tempos modernos.
Na Inglaterra do século XVIII, a respiga era um direito legal para os "camponeses", ou residentes sem terra. Numa pequena aldeia, o sacristão costumava tocar o sino da igreja às oito horas da manhã e novamente às sete da noite para dizer aos respigadores quando começar e terminar o trabalho. Este direito legal terminou efetivamente após a decisão Steel v Houghton em 1788.

## Tempos modernos

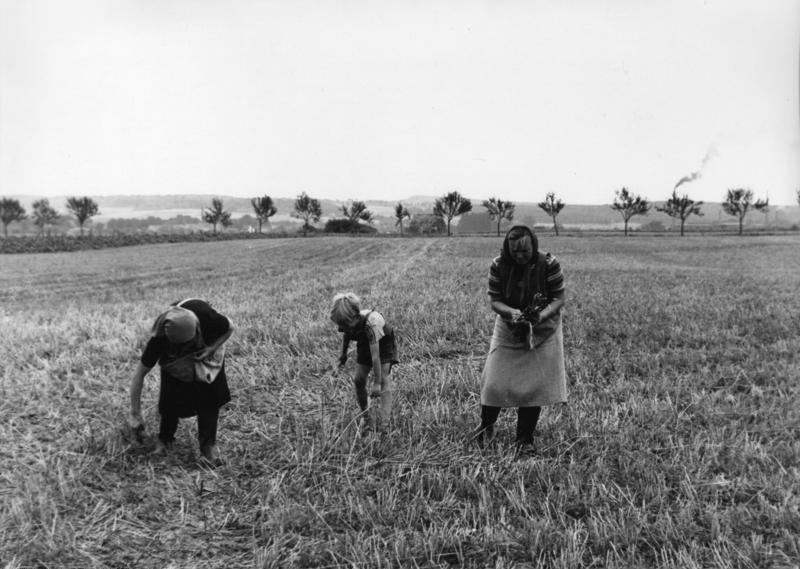
Alemães empobrecidos respigando em 1956.

O Shulchan Aruch argumenta que os agricultores judeus não são mais obrigados a obedecer à regra bíblica. No entanto, no Israel moderno, os rabinos do Judaísmo Ortodoxo insistem que os judeus permitam que as respitgas sejam consumidas pelos pobres e por estrangeiros durante os anos sabáticos.
No mundo moderno, a respiga é praticada por grupos humanitários que distribuem os alimentos recolhidos aos pobres e famintos; num contexto moderno, isto pode incluir a recolha no final do dia nos supermercados de alimentos que de outra forma seriam deitados fora. Existem várias organizações que praticam a respiga para resolver questões de fome social; a Sociedade de St. Andrew, por exemplo, e os Boston Area Gleaners.
Os eventos de respiga ocorrem onde quer que haja excesso de comida. Além dos supermercados, a respiga também pode ocorrer em quintas no campo. Voluntários, chamados respigadores, visitam uma quinta onde o agricultor doa o que resta nos seus campos para coletar e doar a um banco de alimentos. No estado de Nova Iorque, em 2010, só esta forma de respiga resgatou 3,6 milhões de libras (1,632 milhões de quilos) de frutas e vegetais.
Quando as pessoas respigam e distribuem alimentos, fazem-no por sua conta e risco; na União Soviética, a Lei das Espigas (às vezes traduzida como "lei sobre respiga")  criminalizava a respiga, sob pena de morte, ou 10 anos de trabalho forçado em circunstâncias excecionais. Nos EUA, a Lei do Bom Samaritano Bill Emerson de 1996 limitou a responsabilidade dos doadores a casos de negligência grave ou má conduta intencional, aliviando grande parte do risco que alegadamente dificultava a entrega de excedentes de alimentos de restaurantes e refeitórios para centros de alimentos de emergência. A lei substitui as Leis Estaduais do Bom Samaritano, que oferecem menos proteção.
Nos Estados Unidos também existem leis que apoiam e sancionam a respiga. Estas leis permitem que as empresas recebam subsídios para a utilização da respiga, obrigam o sector agrícola a sustentar financeiramente a respiga a nível nacional e sancionam a distribuição dos vegetais colhidos na respiga. Em 2020, havia 143 organizações de respiga no total nos Estados Unidos e no Canadá, colhendo entre 163.000 e 5,2 milhões de libras (73.000 a 2,35 milhões de quilos) de alimentos colhidos no ano.

## Respiga na arte
A respiga era um assunto popular na arte, especialmente no século XIX. A respiga na França rural foi representada nas pinturas As Respigadoras (1857) de Jean-François Millet e Le rappel des glaneuses (1859) de Jules Breton, e explorada num documentário/filme experimental de 2000, The Gleaners and I, de Agnès Varda. O esboço de Vincent van Gogh de uma camponesa respigando em Nuenen, Holanda (1885) está na coleção Charles Clore.

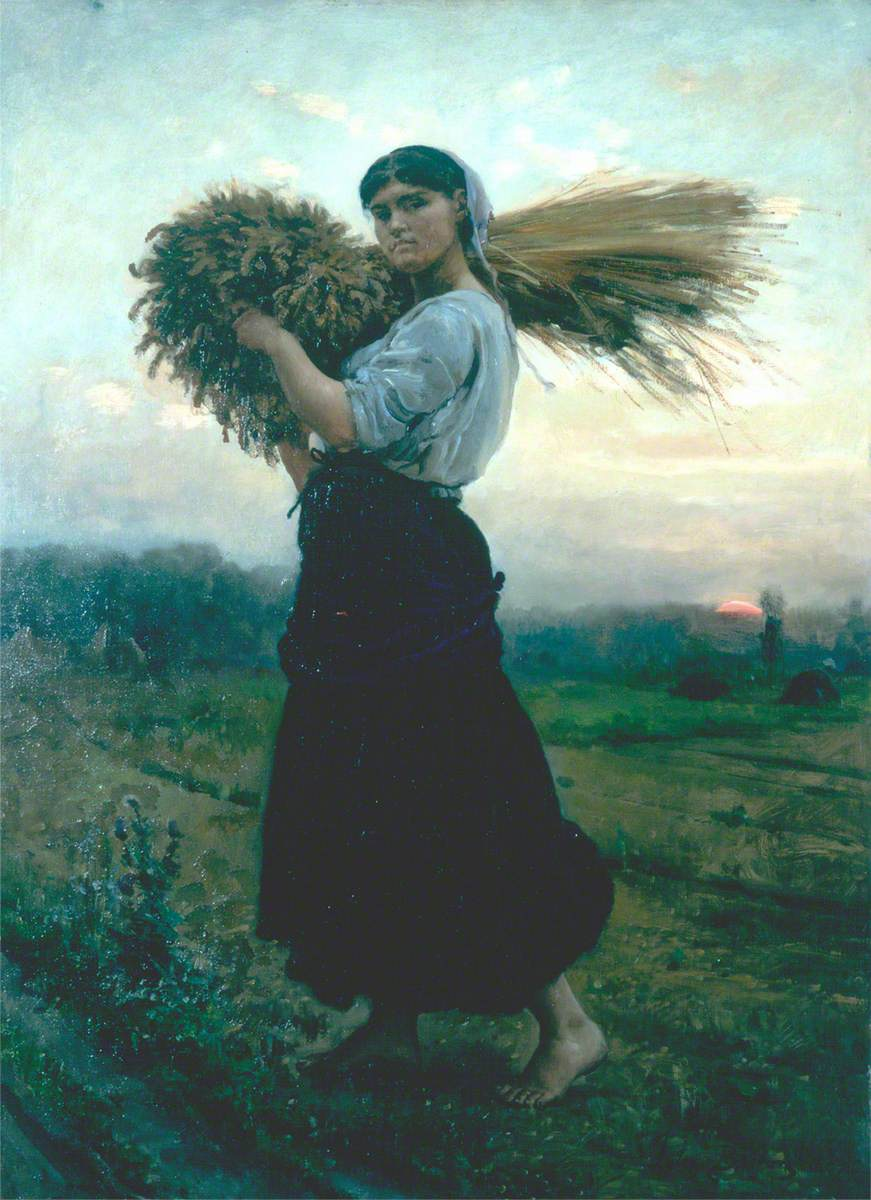
Júlio Breton, A Respigadora, 1875,Galeria de Arte de Aberdeen
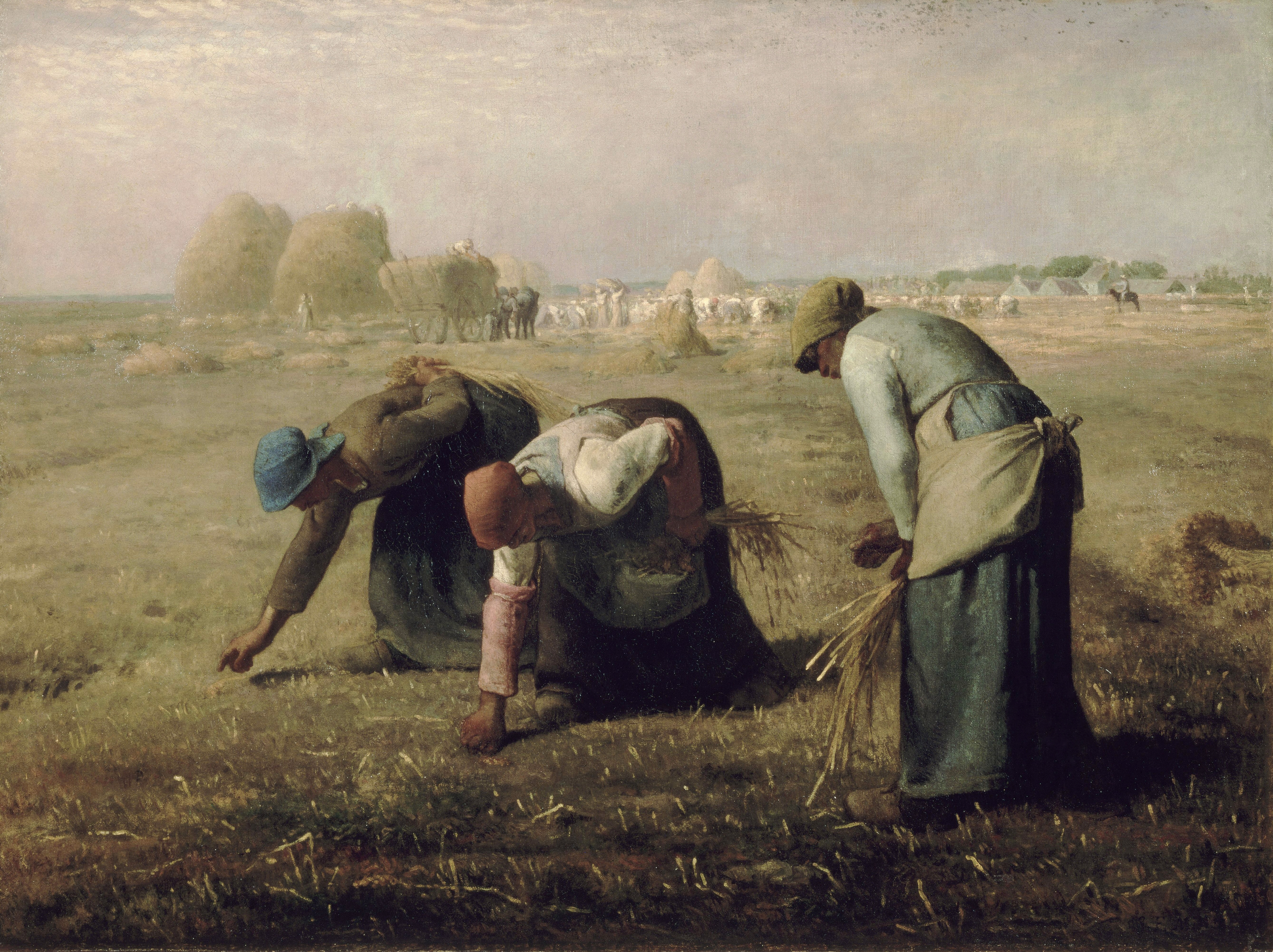
Jean-François Millet, Des Glaneuses, 1857
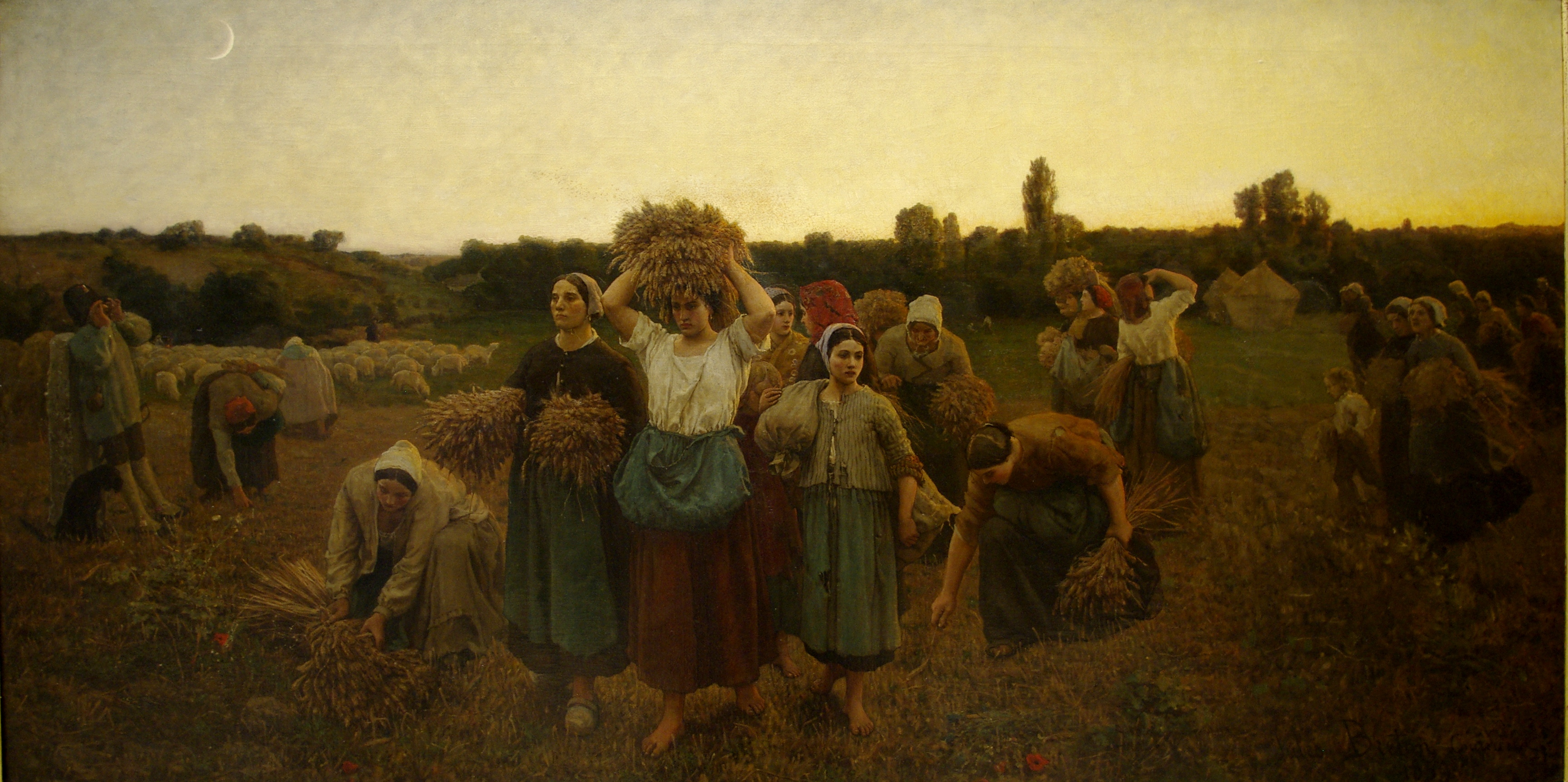
Júlio Breton, Le Rappel des glaneuses, 1859
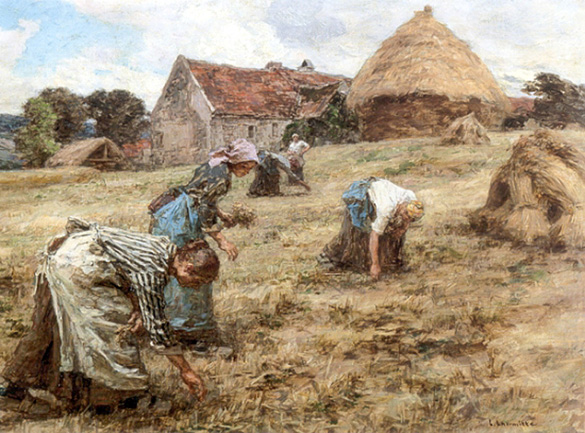
Leon Augustin Lhermitte, Les glaneuses, 1898

## Coleta de lã

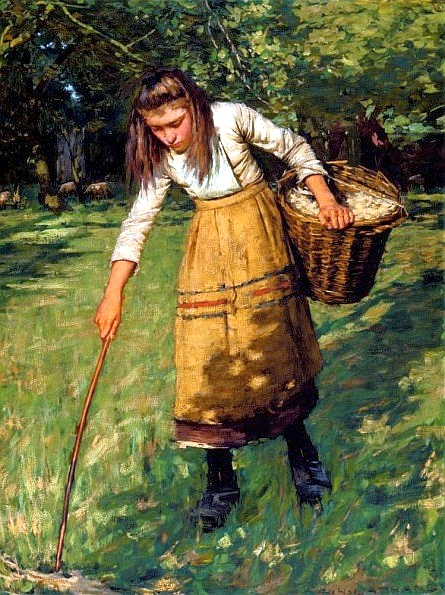
Reunindo Lã por Henry Herbert La Thangue.

A recolha de lã é uma prática semelhante à respiga, mas para lã. A prática, hoje obsoleta, consistia em coletar pedaços de lã que ficavam presos em arbustos e cercas ou caídos no chão quando as ovelhas passavam.

## Pesca

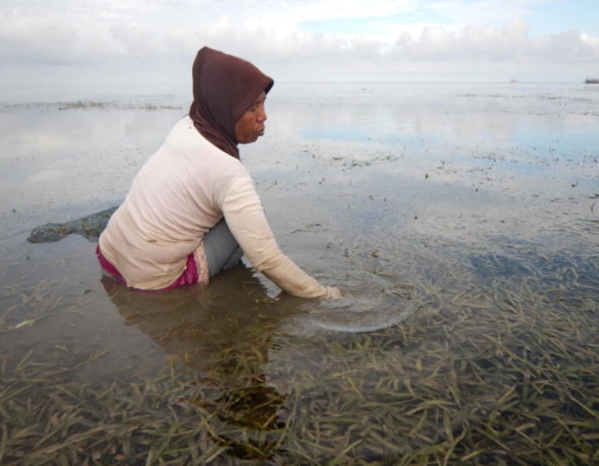
Respigando num prado de ervas marinhas

Ao longo da costa marítima, a respiga foi definida como “pesca com artes básicas, incluindo as mãos nuas, em águas rasas não mais profundas do que aquela que se pode suportar”. A pesca de respiga de invertebrados é comum nas pradarias de ervas marinhas entre marés em todo o mundo, contribuindo para o abastecimento alimentar de centenas de milhões de pessoas.